# مستظهر
ابوالعباس احمد المستظهر بالله، بیست و هشتمین خلیفه عباسی در بغداد از سال ۱۰۹۴ تا ۱۱۱۸ میلادی بود. او پس از مرگ پدرش، ابوالقاسم عبدالله مقتدی در سال ۱۰۹۴ میلادی/۴۸۷ هجری خلافت را پذیرفت. در دوران بیست و چهار سال خلافتش به سیاست بی اعتنا بود؛ نخستین جنگ صلیبی در سوریه در زمان او شکل گرفت. حتی سردار صلیبی ریموند تولوز قصد حمله به بغداد را داشت، اما در توقات شکسته داده شد. در سال ۱۱۰۰ میلادی، مسلمانان پنج درصد جمعیت جهان و مسیحیان یازده درصد جمعیت را تشکیل می‌دادند. در سال ۴۹۲ هجری/۱۰۹۹ میلادی، اورشلیم به تصرف صلیبیون درآمد و ساکنان قبلی آن قتل‌عام شدند. این واقعه خشم عده بسیاری از مسلمانان و یهودیان را برانگیخت. مسلمانان اصرار داشتند که دست صلیبیون از مسجدالاقصی کوتاه شود. تصرف اورشلیم مدت زیادی به طول نینجامید جمعیت تبعیدی‌ها به بغداد پناه آوردند و خواستار جنگ علیه صلیبی‌ها شدند. مستظهر روز چهارشنبه سال ۵۱۲ هجری درگذشت.